# Mensaje a la Reina Regente

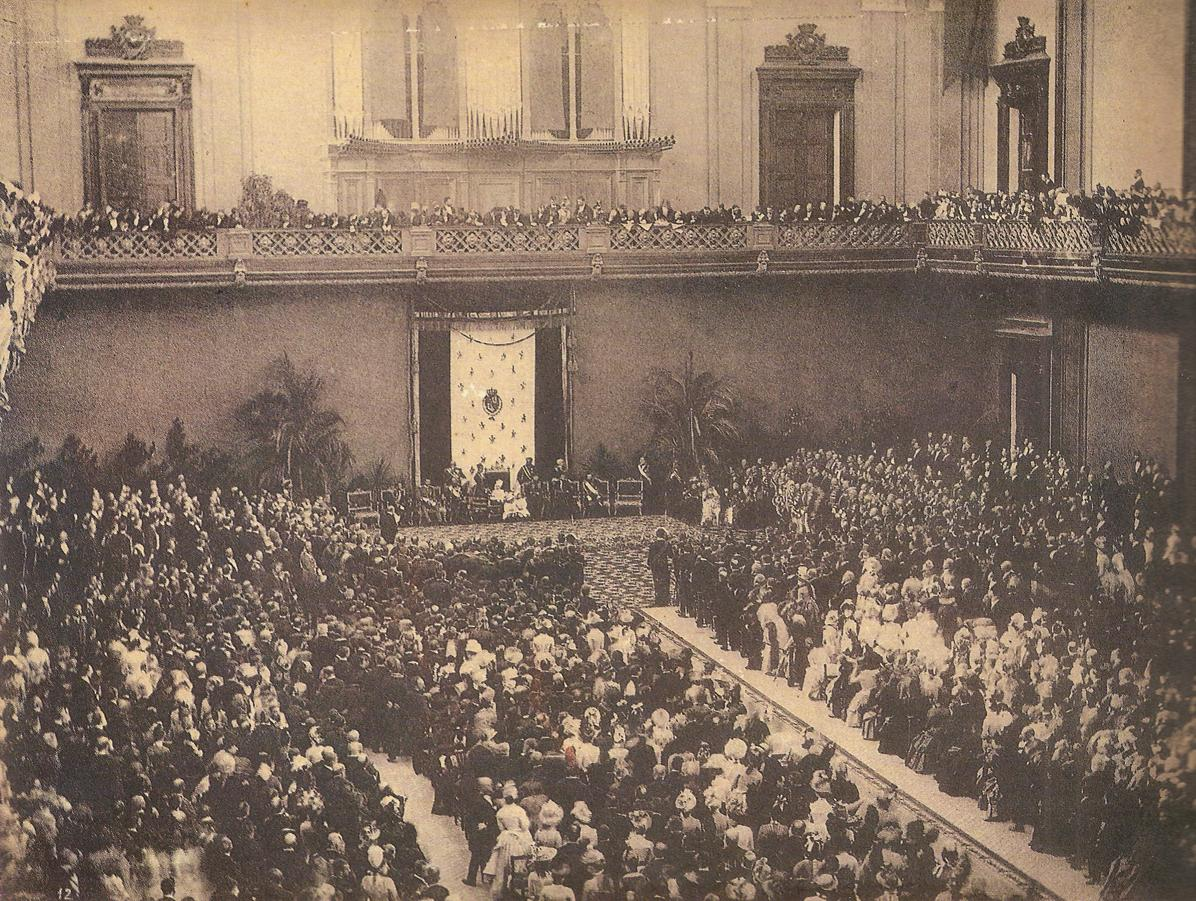
Acto de inauguración de la Exposición Universal de Barcelona, que presidió la Reina Regente María Cristina de Habsburgo-Lorena en mayo de 1888.

El Mensaje a la Reina Regente (en catalán, Missatge a la Reina Regent) fue un documento elaborado en 1888 por el sector conservador del catalanismo político y que fue entregado a María Cristina de Habsburgo-Lorena, reina regente de España, con motivo de su presencia en Barcelona para inaugurar la Exposición Universal. En el documento se propugnaba la organización confederal del Estado español para que fueran reconocidos los derechos históricos de Cataluña. El antecedente inmediato del Missatge fue el Memorial de agravios presentado en marzo de 1885 al rey Alfonso XII pocos meses antes de su fallecimiento, y aunque no tuvo respuesta fue la fuente fundamental de las posteriores Bases de Manresa aprobadas en 1892.

## Historia
En noviembre de 1887 los integrantes de la corriente conservadora del catalanismo político vinculada al diario La Renaixença abandonaron el Centre Català de Valentí Almirall para fundar la Lliga de Catalunya, a la que se unió el Centre Escolar Catalanista, una asociación de estudiantes universitarios de la que formaban parte los futuros dirigentes del nacionalismo catalán: Enric Prat de la Riba, Francesc Cambó y Josep Puig i Cadafalch. A partir de ese momento la hegemonía catalanista pasó del Centre Català a la Lliga que en el transcurso de los Jocs Florals de 1888, y aprovechando la presencia en Cataluña de María Cristina de Habsburgo-Lorena para inaugurar la Exposición Universal de Barcelona (1888), presentó el Mensaje a la Reina Regente (Missatge a la Reina Regent), en el que entre otras cosas le pedían «que vuelva a poseer la nación catalana sus Cortes generales libres e independientes», el servicio militar voluntario, «la lengua catalana oficial en Cataluña», enseñanza en catalán, tribunal supremo catalán y que el rey jurara «en Cataluña sus constituciones fundamentales».
Se trataba de un programa político que iba más allá del modelo austro-húngaro defendido en el Memorial de agravios de tres años antes, ya que se demandaba la formación de una confederación sin más lazo entre sus miembros que el de la Corona.

## Contenido
El documento comenzaba invocando a Dios, «que tiene en sus manos la suerte de los hombres, que es maestro y señor de reyes y de pueblos» para pasar a continuación a reivindicar las instituciones del Principado de Cataluña anteriores al Decreto de Nueva Planta de Cataluña de 1714 que las abolió, y en especial las Cortes Catalanas, «que con su prudencia y sabiduría armonizaban los intereses de todos los catalanes con los intereses de la Corona». En él se le pedía a la regente que tomara ejemplo de su «magnífico pariente Francisco José I», emperador de Austria-Hungría, y que aceptara las peticiones de los catalanes, «que somos señores de nuestra propia casa, por voluntad de Dios, por voluntad de nuestros abuelos y por voluntad propia».
El programa político del documento era el siguiente:

Cortes en las que se voten los presupuestos de Cataluña y la cantidad con que tiene que contribuir nuestro país a los gastos generales de España. Que sea Cataluña señora del gobierno interior de su casa, señalando ella misma el contingente del ejército para el Principado, no sorteándose a sus hijos ni haciéndose en Cataluña levas forzosas, sino proveyéndose de soldados voluntarios y a sueldo, que no deben salir nunca en tiempo de paz de nuestro territorio. Que la lengua catalana sea la lengua oficial en Cataluña para todas las manifestaciones de la vida de este pueblo. Que la enseñanza en Cataluña se dé en lengua catalana. Que sean catalanes los Tribunales de Justicia y todas las causas y litigios se fallen definitivamente dentro del Territorio. Que los cargos de la nación catalana los nombren los mismos catalanes, procurando que recaigan en catalanes los cargos políticos, los judiciales, los administrativos y los de enseñanza. Que venga el Jefe del Estado de España a jurar en Cataluña sus Constituciones fundamentales, como condición indispensable establecida de antiguo para ejercer de buena ley la sobreranía en el Principado.